# Tonnerre (film, 2013)
Pour les articles homonymes, voir Tonnerre (homonymie).
Pour plus de détails, voir Fiche technique et Distribution.
Tonnerre est un film français réalisé par Guillaume Brac, présenté en compétition au Festival international du film de Locarno en 2013 et sorti en France le 29 janvier 2014.
Tourné à Tonnerre, dans l'Yonne, ce film est le premier long métrage de Guillaume Brac.

## Synopsis
Maxime, un rocker sur le déclin, retourne vivre chez son père quelque temps. Mélodie, journaliste pour L'Yonne Républicaine, journal régional, fait un entretien avec lui. Il tente de la revoir, et la séduit au hasard d'un cours de danse. Un amour passionnel naît très vite entre eux. Mais peu de temps après, Mélodie disparaît de sa vie sans explications. Maxime cherche à comprendre, la traque, Mélodie lui envoie un texto lui annonçant qu'elle vit à nouveau avec son amant précédent, Ivan, un footballeur  possessif et violent. Sous les yeux de son père très inquiet, Maxime sombre dans le chagrin et le désespoir. Il agresse Ivan en le menaçant d'un revolver et enlève Mélodie qu'il emmène dans un chalet perdu dans la montagne. Les deux amants se retrouvent, s'expliquent, mais la gendarmerie intervient. Maxime encourt une peine de dix ans de prison, Mélodie témoigne en sa faveur, Ivan retire sa plainte. Le printemps revenu, Maxime enfin apaisé et son père parcourent la campagne en vélo.

## Fiche technique
- Titre : Tonnerre
- Réalisation : Guillaume Brac
- Scénario : Guillaume Brac et Hélène Ruault
- Décors : Héléna Cisterne
- Musique : Rover
- Son : : Emmanuel Bonnat
- Montage : Damien Maestraggi
- Pays :  France
- Langue : français
- Format : couleur
- Société de production : Rectangle Productions, en association avec Cinémage 7
- Société de distribution : Wild Bunch Distribution
- Genre : comédie dramatique
- Durée : 104 minutes
- Dates de sortie : 
  -  Suisse : 2013 (Festival international du film de Locarno)
  -  France : 29 janvier 2014

## Distribution
- Vincent Macaigne : Maxime
- Solène Rigot : Mélodie
- Bernard Ménez : le père de Maxime
- Jonas Bloquet : Ivan, le petit ami de Mélodie, jeune footballeur vedette

## Tournage
Sauf indication contraire, les informations mentionnées dans cette section peuvent être confirmées par le générique de fin de l'œuvre audiovisuelle présentée ici, ainsi que par la base de données cinématographiques IMDb,  présente dans la section « Liens externes ».
Le film a été tourné dans la Nièvre (notamment au lac de Chaumeçon) et dans l'Yonne (à Auxerre - stade Abbé Deschamps, Chablis, Collan, Tonnerre).
A la 19e minute du film, on distingue Vincent Macaigne tenant dans ses mains le livre pour enfants La Vache orange.

## Distinctions
- 2013 : le film est présenté en compétition internationale au Festival international du film de Locarno[1] ;
- 2013 : Lune d'or au festival international du film indépendant de Bordeaux[3] ;
- 2013 : Orchidée d'or au festival du film de La Réunion[4].